# Stafford Northcote (comte d'Iddesleigh)
Stafford Northcote, comte d'Iddesleigh (Stafford Henry Northcote), né à Londres le 27 octobre 1818 et mort dans la même ville le 12 janvier 1887 est  homme politique conservateur britannique. Il a occupé les postes de chancelier de l'échiquier  et de ministre des Affaires étrangères.

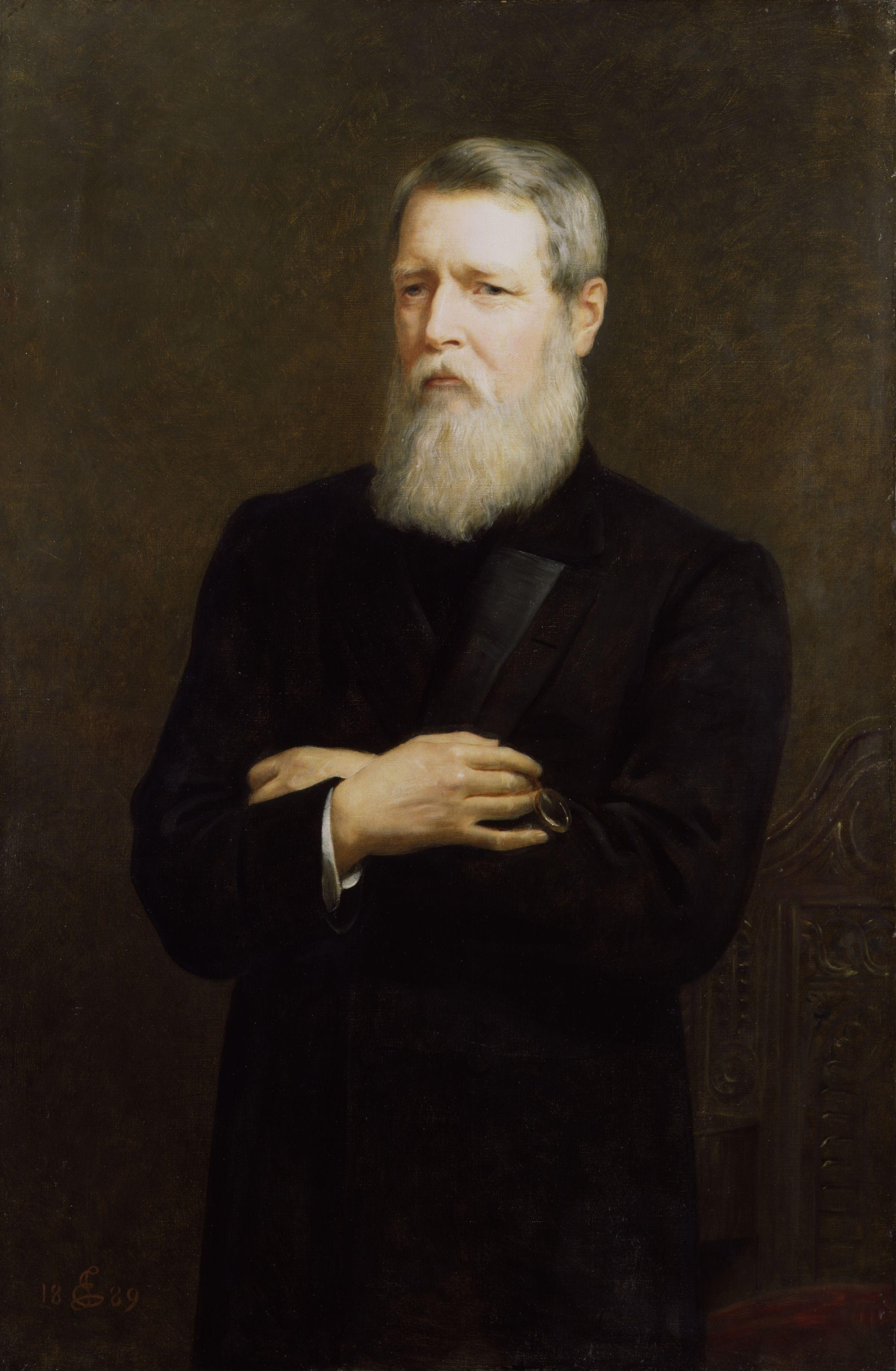
Stafford Henry Northcote par Edwin Longsden Long

## Biographie
Stafford Henry Northcote  fait ses études au collège d'Eton et au college Balliol de l'Université d'Oxford. Il est admis à l'Inner Temple, en 1847. Il fait ses débuts dans la vie politique comme secrétaire particulier de William Ewart Gladstone, alors vice-président du Bureau du commerce et directeur de la Monnaie (1841). En 1851 il est secrétaire de l'Exposition industrielle.  La même année il hérite du titre de baronet de son grand père.
En 1855 il est élu député conservateur, représentant de  Dudley,  à la chambre des communes. 
En 1857 il est candidat dans la circonscription nord de Devon mais il est battu. L'année suivante il est élu à Stamford. 
Il est président de la chambre de commerce puis nommé, dans le troisième gouvernement Derby, secrétaire d'État aux Indes. En 1869, il dirige la Compagnie de la Baie d'Hudson. En 1874, lors du retour au pouvoir des conservateurs il est nommé chancelier de l'échiquier. En 1876 il remplace Benjamin Disraëli comme chef du parti conservateur aux Communes.
En 1885 la reine accorde le titre de Comte à Sir Stafford Northcote, le nouveau lord s'appelle désormais Comte d'Iddelesleigh.
En 1886 il devient ministre des affaires étrangères dans le gouvernement de Lord Salisbury pour une brève durée, car il meurt le 12 janvier 1887.
Son fils, Henry Stafford Northcote est le troisième gouverneur général d'Australie. 